# Frederick Spencer, 4. hrabě Spencer
Frederick Spencer, 4. hrabě Spencer (Frederick Spencer, 4th Earl Spencer, 4th Viscount Althorp, 4th Viscount Spencer of Althorp, 4th Baron Spencer) (14. dubna 1798, Londýn, Anglie – 27. prosince 1857, Althorp, Northamptonshire, Anglie) byl britský šlechtic, politik, dvořan a námořní důstojník. Od dětství sloužil u Royal Navy a v hodnosti kapitána vynikl během řecké války za nezávislost. Poté byl dlouholetým poslancem Dolní sněmovny a zastával hodnosti u dvora. V roce 1845 zdědil titul hraběte a vstoupil do Sněmovny lordů. Svou kariéru završil jako nejvyšší hofmistr Spojeného království. V námořnictvu nakonec dosáhl hodnosti viceadmirála, byl též rytířem Podvazkového řádu. K jeho přímému potomstvu patřila princezna Diana, která byla jeho prapravnučkou.

## Životopis

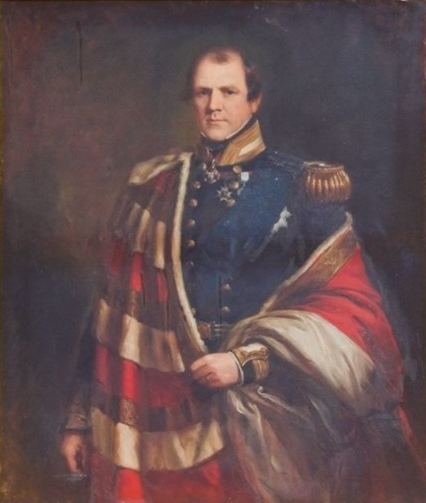
Admirál Frederick Spencer, 4. hrabě Spencer

Pocházel z významného šlechtického rodu Spencerů, patřil k linii hrabat Spencerů, která byla mladší větví rodiny vévodů z Marlborough. Narodil se v Londýně v budově Admirality (jeho otec George John Spencer, 2. hrabě Spencer byl v té době prvním lordem admirality). Studoval v Etonu a v roce 1811 vstoupil do Royal Navy. Ve Středozemním moři se zúčastnil závěru napoleonských válek, působil tehdy pod velením svého staršího bratra Sira Roberta Spencera (1791–1830). Již ve dvaceti letech byl poručíkem (1818) a poté sloužil u břehů jižní Ameriky. V roce 1821 dosáhl hodnosti komandéra a o rok později byl povýšen na kapitána (1822). Po návratu do Evropy se vyznamenal v řecké válce za nezávislost a po bitvě u Navarina obdržel Řád lázně. Za své další aktivity u břehů nové vzniklého Řeckého království získal také několik vyznamenání od zahraničních panovníků, stal se nositelem francouzského Řádu sv. Ludvíka, ruského Řádu sv. Anny a řeckého Řádu Spasitele (všechny tři řády obdržel v roce 1828).

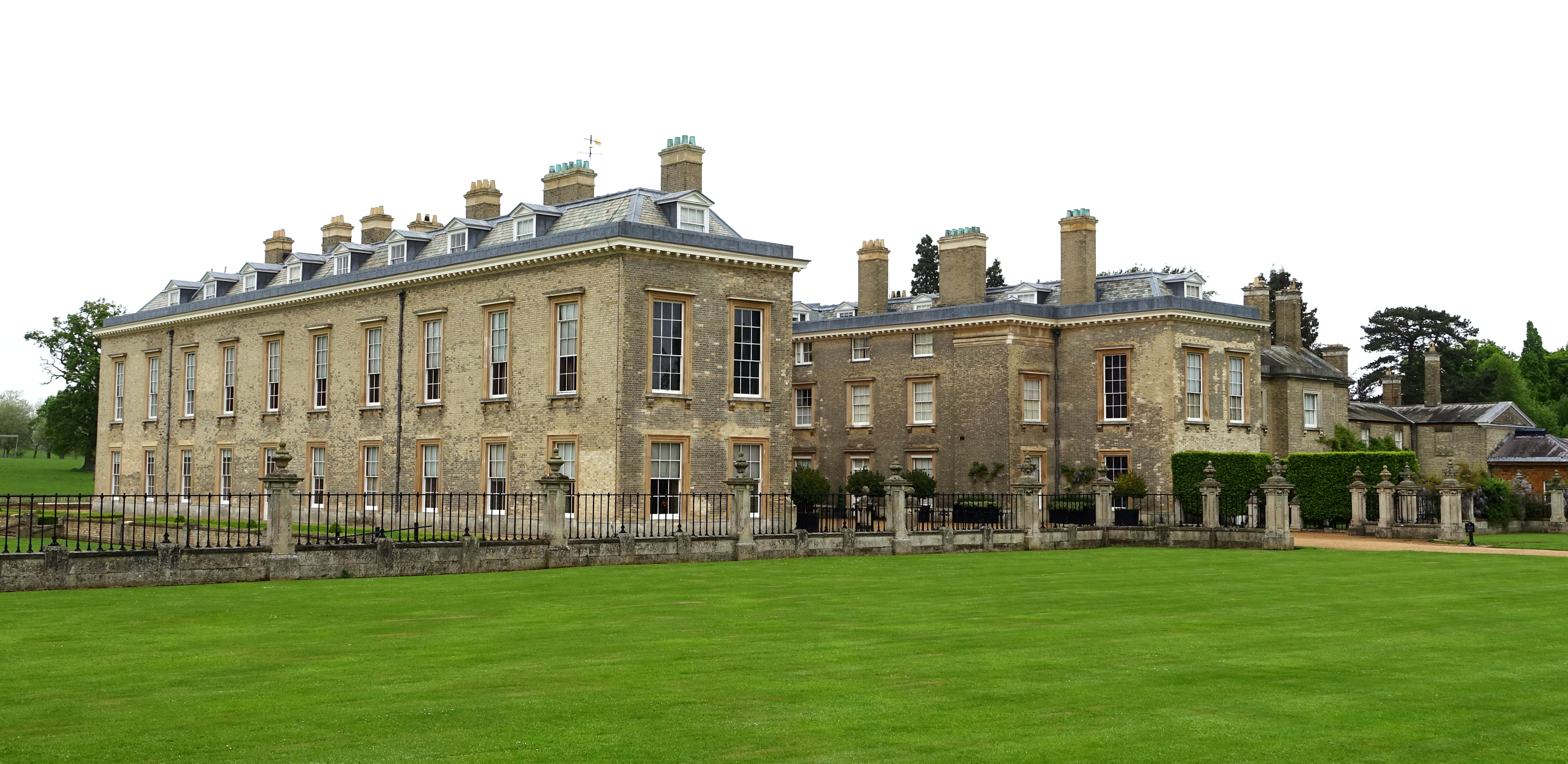
Zámek Althorp House (Northamptonshire), hlavní sídlo hrabat Spencerů

V roce 1831 opustil aktivní službu u námořnictva a vstoupil do politiky. V letech 1831–1834 a 1837–1841 byl poslancem Dolní sněmovny a v rodinné tradici se připojil ke straně whigů. Souběžně v letech 1836–1846 působil ve dvorských službách vévodkyně z Kentu, matky královny Viktorie. V roce 1845 po starším bratrovi zdědil rodové tituly a stal se členem Sněmovny lordů (do té doby jako mladší syn hraběte užíval titul Honourable). Díky předchozímu působení ve službách vévodkyně z Kentu měl blízko ke královské rodině, což přispělo k jeho další kariéře. V roce 1846 byl jmenován členem Tajné rady a v liberální vládě lorda Russella zastával v letech 1846–1848 lorda nejvyššího komořího. V roce 1849 získal Podvazkový řád, mezitím obdržel také čestný doktorát na univerzitě v Cambridge (1849). Do koaliční vlády hraběte Aberdeena byl povolán jako lord nejvyšší hofmistr a v této funkci setrval i v následující Palmerstonově vládě až do své smrti. Mezitím jako vysoce postavený dvořan postoupil i v námořní hierarchii, i když v Royal Navy ukončil aktivní službu již v roce 1831. V roce 1854 dosáhl hodnosti kontradmirála a nakonec byl krátce před smrtí povýšen na viceadmirála (1857). Zemřel ve věku 59 let v hrabství Northamptonshire na hlavním rodovém sídle Althorp, které je dnes vyhledávaným turistickým cílem jako místo posledního odpočinku princezny Diany.

## Rodina
Byl dvakrát ženatý. Poprvé se oženil se svou vzdálenou sestřenicí Georgianou Poyntzovou (1799-1851) z bohaté statkářské rodiny. Po ovdovění se v roce 1854 podruhé oženil s Adelaidou Seymourovou (1825-1877), dcerou plukovníka Horace Seymoura z významného rodu Seymourů. Z obou manželství měl celkem pět dětí.
- Georgiana Frances (1832–1852), neprovdala se a neměla potomky
- John Poyntz Spencer, 5. hrabě Spencer (1835–1910), 1857 hrabě Spencer a člen Sněmovny lordů, místokrál v Irsku 1868–1875, 1882–1885 a 1886, první lord admirality 1892–1895, rytíř Podvazkového řádu, ⚭ 1858 Charlotte Seymour (1835–1903)
- Sarah Isabella (1838–1919), neprovdala se a neměla potomky
- Victoria Alexandrina (1855–1906), ⚭ 1881 William Mansfield, 1. vikomt Sandhurst (1855–1921), guvernér v Bombaji 1895–1899, lord nejvyšší komoří 1912–1921
- Charles Robert Spencer, 6. hrabě Spencer (1857–1922), poslanec Dolní sněmovny, 1910 hrabě Spencer a člen Sněmovny lordů, lord nejvyšší komoří 1905–1912, rytíř Podvazkového řádu, ⚭ 1887 Margaret Baring (1868–1906)

Díky své první manželce byl mimo jiné švagrem 2. markýze z Exeteru z rodu Cecilů, který byl také nejvyšším komořím a nejvyšším hofmistrem. Přes svou druhou manželku získal příbuzenské vazby na rod Seymourů a byl švagrem admirála lorda Alcestera.
Jeho starší nevlastní bratr John Charles Spencer, 3. hrabě Spencer (1782–1845) patřil k dlouholetým významným osobnostem strany whigů a v letech 1830–1834 byl ministrem financí. Jejich sestra Sarah (1787–1870), provdaná za 3. barona Lyttletona, byla v letech 1842–1850 guvernantkou dětí královny Viktorie.